# Episodi di Wellington Paranormal (seconda stagione)
La seconda stagione di Wellington Paranormal è stata trasmessa in Nuova Zelanda dall'emittente TVNZ 2 dal 16 ottobre 2019. In Italia è inedita.
| N. | Titolo originale  | Titolo italiano | Prima TV originale | Prima TV Italia |
| -- | ----------------- | --------------- | ------------------ | --------------- |
| 1  | Taniwha           |                 | 16 ottobre 2019    |                 |
| 2  | Fear the Briannas |                 | 23 ottobre 2019    |                 |
| 3  | Mt Vic Hooters    |                 | 30 ottobre 2019    |                 |
| 4  | Copy Cops         |                 | 6 novembre 2019    |                 |
| 5  | Haunted Nissan    |                 | 13 novembre 2019   |                 |
| 6  | Mobots            |                 | 20 novembre 2019   |                 |
| 7  | Christmas Special |                 | 19 dicembre 2019   |                 |